# Artnet
Artnet – polska spółka z ograniczoną odpowiedzialnością z siedzibą w Gdańsku założona w 1996 roku, świadczące usługi w zakresie outsourcingu rozwiązań IT.
Firma posiada dwa własne, niezależne od siebie centra danych zlokalizowane w Gdyni i w Gdańsku.
Obecnie, firma świadczy usługi:
- serwery dedykowane
- kolokacja serwerów
- serwery VPS
- serwery GPU
- serwery storage
- disaster recovery
- administracja serwerami

## Historia
Firma Artnet sp. z o.o. powstała w 1996 roku. Początkowo, firma zajmowała się świadczeniem usług informatycznych, poszerzając później działalność o montaż komputerów, handel sprzętem komputerowym i oprogramowaniem oraz projektowaniem i wykonywaniem sieci komputerowych.
W 1997 roku, Artnet otrzymał koncesję ministra łączności na świadczenie usług telekomunikacyjnych i zaczęła oferować usługi hostingu stron internetowych oraz poczty elektronicznej.
W 1999 roku, firma wprowadziła do swojej oferty usługę dostępu do internetu na terenie Trójmiasta w oparciu o szkieletową sieć światłowodową.
Na początku roku 2001, Artnet wykonał na rzecz Miasta Gdynia serwis internetowy wap.gdynia.pl. Był on pierwszym w Polsce miejskim serwisem informacyjnym dostępnym w telefonach komórkowych.
We współpracy z organizacją Polska Akcja Humanitarna, firma Artnet utworzyła w 2001 roku stronę internetową pajacyk.pl oraz zajęła się utrzymaniem serwisu.
W 2005 roku, Artnet zdobył 20. miejsce w rankingu Deloitte Technology Fast 500 Central Europe notując w latach 2000-2004 wzrost na poziomie 304%.
Artnet został w latach 2016 i 2017 dwukrotnie wyróżniony nagrodą Diament magazynu Forbes. Był to również czas, w którym firma zrealizowała projekt budowy własnego centrum danych o powierzchni 450 m² w Gdańsku, które obecnie mieści się w budynku siedziby firmy.
W 2021 roku, Artnet otworzył w Gdyni drugie centrum danych o powierzchni 720 m², co umożliwiło firmie dalszy rozwój oraz pozwoliło poszerzyć ofertę o usługę disaster recovery.
W 2022 roku, firma uzyskała certyfikat zarządzania bezpieczeństwiem informacji w organizacji ISO/IEC 27001:2017.

## Centra danych
Pierwsze centrum danych Artnet mieści się w Gdańsku przy ul. Marynarki Polskiej i obejmuje 450 m² powierzchni.
Drugie centrum danych funkcjonuje od 2021 roku i znajduje się w Gdyni przy ul. Chwaszczyńskiej. Obejmuje 720 m² powierzchni.

## Pomorski Punkt Wymiany Ruchu Internetowego
Artnet jest założycielem Pomorskiego Punktu Wymiany Ruchu Internetowego (POM-IX).
POM-IX jest inicjatywą, która ma na celu ulepszenie dostępności i jakości usług internetowych w Polsce. W tym celu, projekt wykorzystuje nowoczesne łącza światłowodowe, aby zapewnić bardzo szybką transmisję danych.
Zastosowanie takiej technologii jest szczególnie ważne dla treści multimedialnych, które są wrażliwe na opóźnienia w przesyłaniu danych. Dzięki POM-IX, użytkownicy mają dostęp do bardziej płynnego i bezproblemowego streamingu filmów i muzyki, a także szybszego pobierania plików.
Inicjatywa ta jest niekomercyjna i jej celem jest poprawa jakości usług internetowych dla wszystkich użytkowników w Polsce. W ten sposób, POM-IX stanowi ważny krok w kierunku rozwoju i modernizacji infrastruktury internetowej w kraju.